# Seynes (Alzon)
Seynes (Pluraletantum) ist ein Fluss in Frankreich, der im Département Gard in der Region Okzitanien verläuft. Er entspringt im Gemeindegebiet von Seynes, entwässert generell in südöstlicher Richtung und mündet nach rund 27 Kilometern an der Gemeindegrenze von Uzès und Saint-Maximin als rechter Nebenfluss in den Alzon.

## Orte am Fluss
- Vaurargues, Gemeinde Seynes
- Belvézet
- Labaume, Gemeinde Serviers-et-Labaume
- Serviers, Gemeinde Serviers-et-Labaume
- Montaren, Gemeinde Montaren-et-Saint-Médiers
- Fontèze, Gemeinde Arpaillargues-et-Aureillac
- Sagriès, Gemeinde Sanilhac-Sagriès
- Mas de Garonne, Gemeinde Saint-Maximin
- Mas de la Place, Gemeinde Uzès